# Når alt kommer til alt
Når alt kommer til alt er det femte studiealbum fra den danske sanger og satiriker Niels Hausgaard. Det blev udgivet februar 1982.

## Spor
Side 1
1. "Så Det" - 3:14
2. "Vajsenblomst" - 2:05
3. "Trævlen" - 1:32
4. "Fallit" - 4:34
5. "Blommetræet" - 2:04
6. "Jamen" - 4:23
7. "Shampoo" - 2:27

Side 2
1. "Afsked" - 2:44
2. "Mary" - 2:33
3. "Sladder" - 2:37
4. "Pastoren" - 2:20
5. "Godnat" - 2:31
6. "Mig Og Villy" - 3:15
7. "På Rutebilstationen (Skønt For Erik)" - 4:16